# Johann Lyttich
Johann Lyttich (* um 1581 in Plauen; † nach dem  10. April 1611 in Eisleben) war ein deutscher Lehrer, Kantor, Komponist und Herausgeber. 

## Leben
Lyttich war vermutlich ein Sohn von Daniel Lüttich aus Joachimsthal, der sich 1579 als Apotheker in Plauen niederließ, im selben Jahr heiratete und bis 1584 in der Stadt lebte. In einem Notendruck von 1610 bezeichnet er sich noch als Student der Theologie, am 10. April 1611 wurde er von Graf Friedrich Christoph als Lehrer am Gräflich Mansfeldischen Gymnasium und Kantor der Nicolaikirche bestätigt. Er dürfte noch im selben Jahr gestorben sein, denn in der im Tenor-Stimmband der Musicalischen Streitkräntzelein gedruckten Vorrede, die von Johann Lyttichs Bruder Daniel verfasst und auf das Fest Mariae Reinigung (= 2. Februar) 1612 datiert ist, wird Johann Lyttich bereits als verstorben bezeichnet.
Lyttich komponierte zwei Sammlungen von Madrigalen und Tanzstücken, die offenbar von Hans Leo Haßlers Lustgarten neuer deutscher Gesäng inspiriert sind, sowie eine Handvoll von Kasualmusiken. Von größerem Interesse erscheint er als Herausgeber italienischer Madrigale mit selbstverfassten neuen deutschen Texten, was möglicherweise auf das Vorbild von Valentin Haussmann erkennen lässt. Die Sammlung Il trionfo di Dori (1592) mit sechsstimmigen Madrigalen von 29 verschiedenen Komponisten, diente ihm als Basis für sein 1612/13 in zwei Teilen herausgegebenes Musikalisches Streitkräntzelein, in der er das Original noch um drei Werke von Christian Erbach, Luca Marenzio and Antonio Scandello erweiterte.
Lyttich dürfte in Eisleben sicherlich in Kontakt mit Martin Rinckart gestanden haben, seinem Vorgänger als Kantor der Nicolaikirche. Er beeinflusste diesen auch insoweit, als Rinckart seinerseits eine eigene Fassung mit  deutschen, diesmal allerdings geistlichen Nachdichtungen der Trionfi di Dori unter dem Titel Triumphi de Dorothea herausgab.

## Werke
als Komponist
- Rosenthal oder neue artige Melodeyen mit lustigen politischen Texten 4–5v., Nürnberg 1609, verschollen
- Venus Glöcklein oder neue weltliche Gesänge […] Item: Intraden, Paduanen und Galliardae 4–5v., Jena 1610 (nur C. und Quinta vox erh.) (RISM ID: 990038764)
- Sales venereae musicales oder neue deutsche politische Gesänge […] Auch lustige Intraden, Galliardae und Paduanen 4–5v., Jena 1610 (nur Quinta vox) (RISM ID: 1000000230)
- Applausus musicus, harmonia donatus et honori […] dominorum philosophiae candidat […] cum ijsdem in […] Academia Lipsensi […] summus in philosophia gradus 25. die januarij anno 1610 […] conferretur, o.O. 1610 (RISM ID: 992006223)
- Brautgesang aus dem Hohenlied 8v., Leipzig 1610 (RISM ID: 990038766)
- Braut Lied aus dem andern Capitel des Hohen Liedes 8v., [Leipzig] 1610 (RISM ID: 990038765)

als Herausgeber
- Musicalische Streitkräntzelein […] von den allerfürtrefflichsten vnnd berhümtesten Componisten […] vnd dannenhero Triumphi di Dori oder de Dorothea genennet […] mit lustigen Politischen Teutschen Texten 6v., Nürnberg 1612 (RISM ID: 993121345)
- Rest Musicalisches Streit-Kräntzleins […] nach absterben Herrn Johannis Lyttichii […] in Druck gefördert durch Salomonem Engelhart 6v., Nürnberg 1613 (RISM ID: 993121363)